# Okunoshima
Ōkunoshima (大久野島) is een Japans eiland, gelegen in de Japanse Binnenzee. Het eiland hoort bij de prefectuur Hiroshima, en is bereikbaar per veerboot vanaf Tadanoumi en Ōmishima.

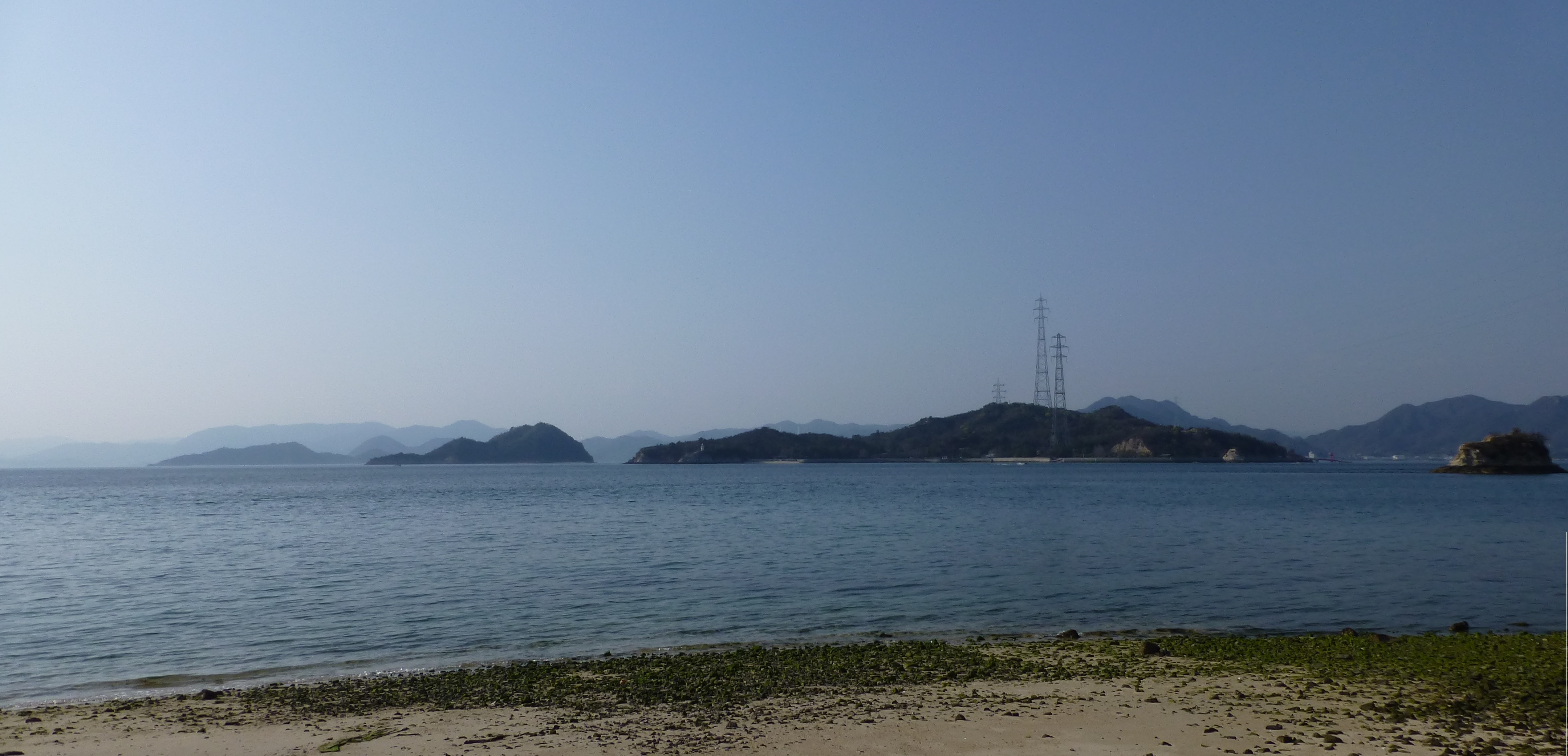
Ōkunoshima gezien vanaf het eiland Ōmishima.

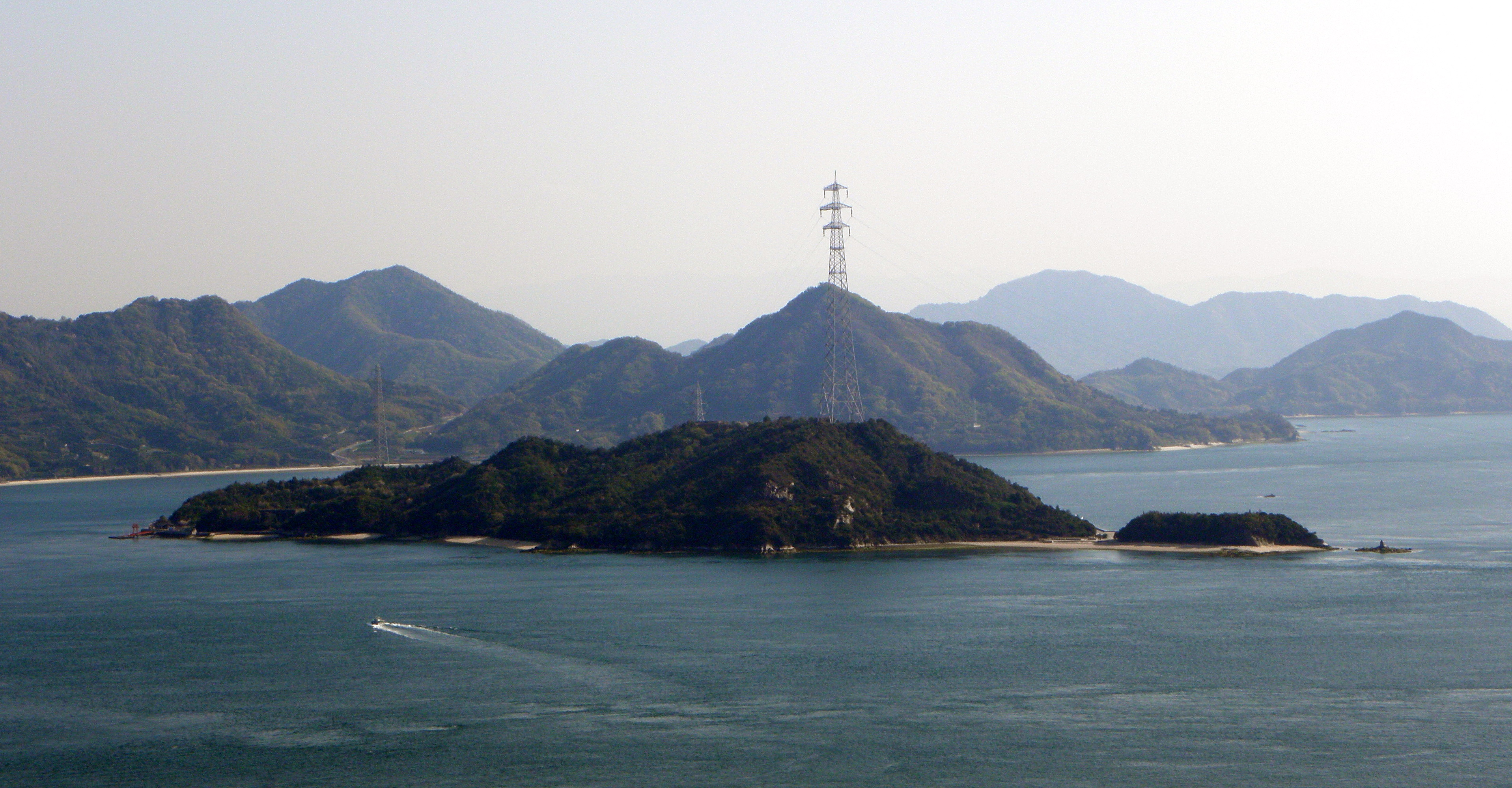
Het eiland gezien vanaf Kurotaki-yama

Ōkunoshima speelde een belangrijke rol tijdens de Tweede Wereldoorlog. Op het eiland stond de fabriek waar het gifgas werd geproduceerd dat door de Japanners werd ingezet in China.
Het eiland staat ook wel bekend als "Konijneneiland" (Usagi Jima) vanwege het grote aantal konijnen.

## Geschiedenis
Ōkunoshima werd oorspronkelijk voornamelijk gebruikt voor landbouw. Tijdens de Eerste Chinees-Japanse Oorlog werden er tien forten op het eiland gebouwd om het te verdedigen.
In 1925 vestigde het Japans Keizerlijk Leger een onderzoeksinstituut op het eiland voor de ontwikkeling van chemische wapens. Dit naar aanleiding van de ontwikkeling van dergelijke wapens in Amerika en Europa. Ōkunoshima werd gekozen als locatie vanwege de afgelegen ligging, het feit dat het makkelijk te verdedigen was, en omdat het eiland ver genoeg weg lag van Tokio en andere dichtbevolkte gebieden indien er een ramp zou plaatsvinden. Omdat Japan wel het Protocol van Genève, waarin het gebruik van chemische wapens werd verboden, had getekend, werd al het mogelijke gedaan om het project geheim te houden. Zo werd het eiland zelfs van kaarten afgehaald. Van 1927 tot 1929 werd de fabriek voor de productie van chemische wapens gebouwd op het eiland. In totaal werd hier zes kiloton mosterdgas en traangas geproduceerd. Bewoners en potentiële werknemers kregen niet te horen wat de fabriek werkelijk maakte.
Na de Tweede Wereldoorlog werden veel documenten over de fabriek verbrand. De Geallieerden die Japan na de oorlog een tijdje bezetten, lieten de voorraden gifgas vernietigen of dumpen en gaven instructies aan de bevolking om te zwijgen over het project. In 1988 werd het gifgasmuseum geopend. Het museum telt twee kamers en bevat veel voorwerpen geschonken door oud-werknemers of hun familie.
Vandaag de dag huisvest Ōkunoshima een hotel, golfbaan en een kleine kampeerplek. Ruïnes van de oude forten en de fabriek zijn nog altijd te vinden, maar mogen niet worden bezocht.

## Konijnen
Er lopen naar schatting meer dan duizend konijnen rond op het eiland en er zijn meerdere theorieën over hoe de konijnen er terecht gekomen zijn.
Toen Ōkunoshima na de Tweede Wereldoorlog werd heringericht voor recreatiedoeleinden, werden opzettelijk konijnen uitgezet. Eerder waren er al konijnen naar het eiland gehaald als proefdieren voor de gifgasfabriek, maar deze werden na sluiting van de fabriek afgemaakt. 
Dit is een van de theorieën, die door de manager van het museum op het eiland wordt ontkracht.
Een ander verhaal zegt dat een aantal Japanse schoolkinderen een stuk of acht konijnen op het eiland hebben losgelaten.
Omdat het eiland deel uitmaakt van nationaal park Setonaikai mag er niet op de konijnen worden gejaagd, en zijn honden en katten niet toegestaan op het eiland. De konijnen hebben zich in de jaren na hun uitzetting snel vermenigvuldigd. Ondanks de zetting van hun verblijf zijn het géén wilde konijnen, ze zijn gewend aan menselijke bezoekers en verre van schuw. Ze zijn echter niet geheel tam en men kan ze niet oppakken.
Er is een keerzijde aan het schattige karakter van het eiland. Veel konijnen zijn gewond en de meesten krijgen niet genoeg te eten. Er wordt namelijk niet voor de dieren gezorgd, ze zijn hiermee volledig afhankelijk van toeristen. Dit zorgt voor enige discussies over het eiland.

## Galerij

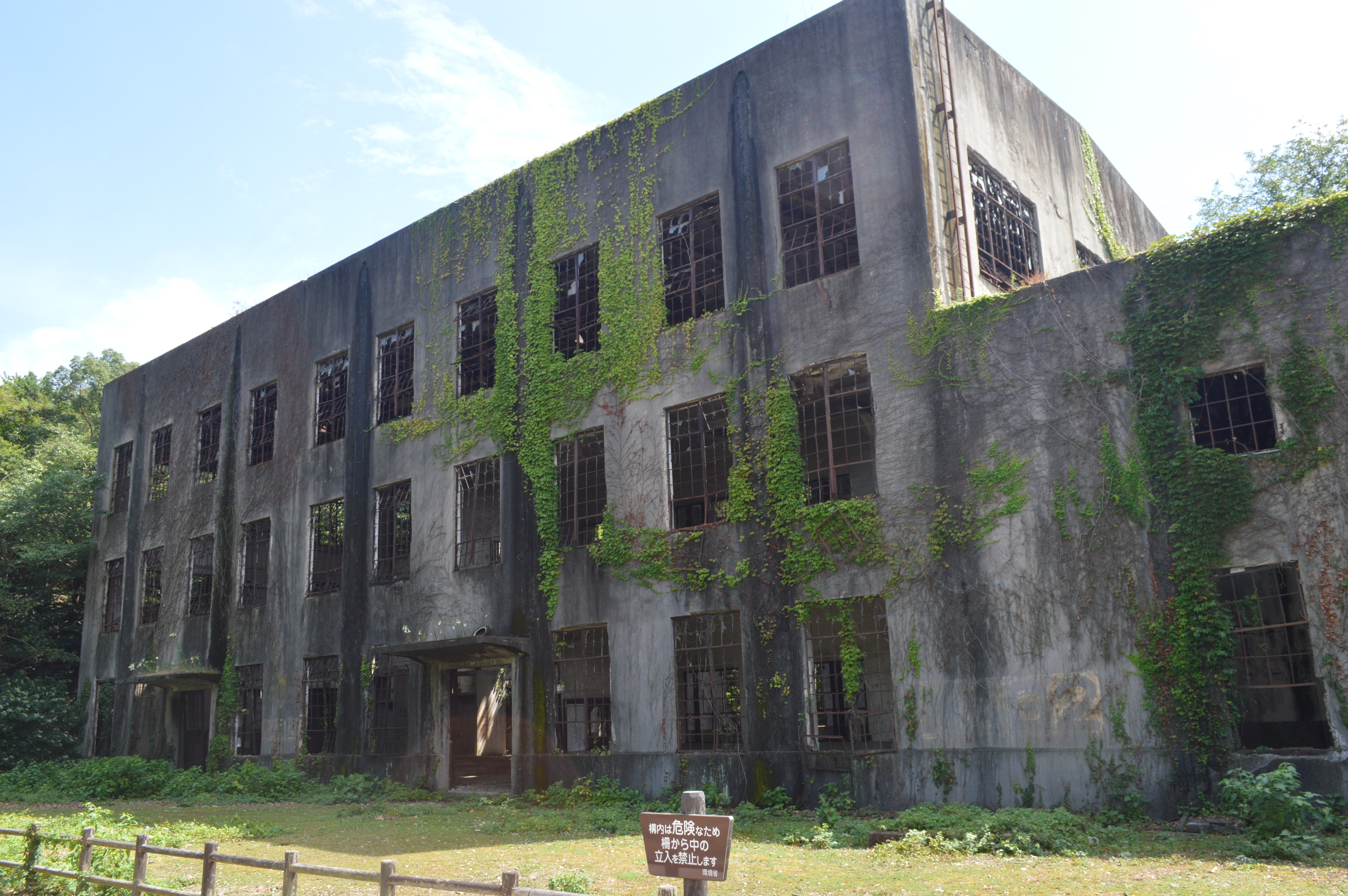
De ruïnes van de gifgasfabriek
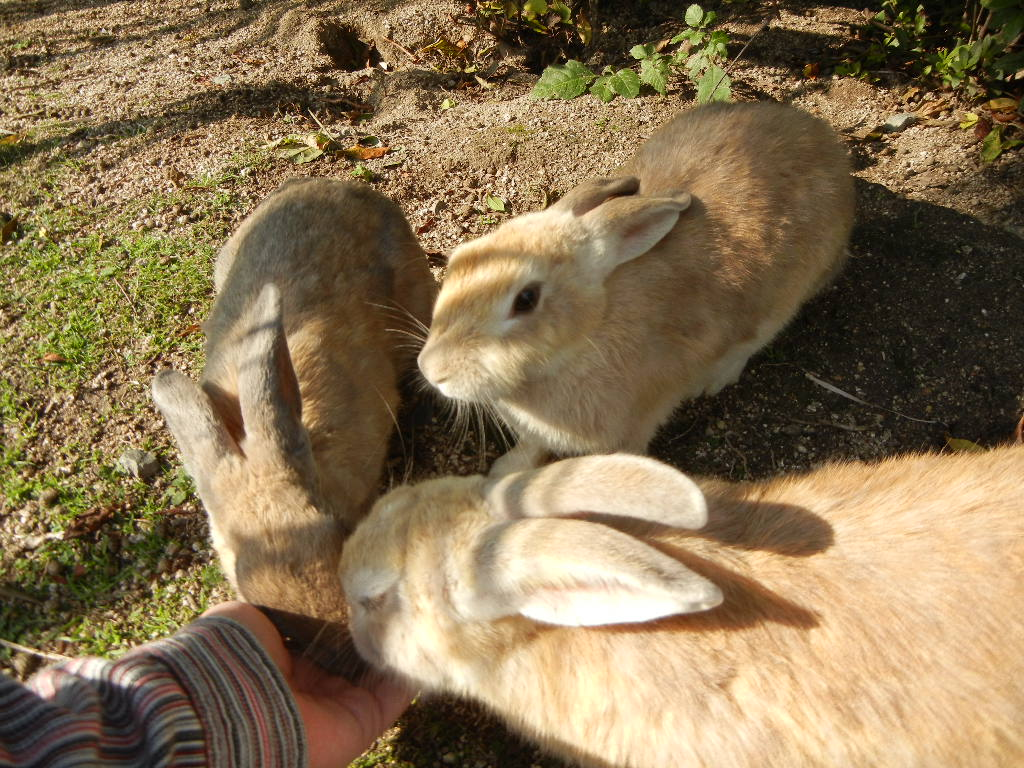
Konijnen op Ōkunoshima laten zich voeren door toeristen